# Emilio Butragueño
Emilio Butragueño, född 22 juli 1963 i Madrid, är en spansk fotbollsspelare som spelat i Real Madrid Castilla CF, Real Madrid och Atlético Celaya. Han vann världsberömmelse när han gjorde fyra mål i Spaniens match mot Danmark i fotbolls-VM i Mexiko 1986.
Efter sin aktiva spelarkarriär var han vice klubbdirektör i Real Madrid, men avgick 2006.

## Meriter
- 69 A-landskamper/26 mål
- VM i fotboll: 1986, 1990
- EM i fotboll: 1988